# کرئوسا (همسر آئنیاس)
کرئوسا (انگلیسی: Creusa of Troy) در اسطوره‌شناسی یونانی

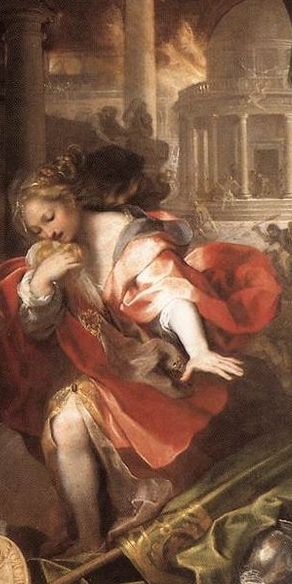
یک نقاشی از کرئوسا

دختر پریاموس و هکابه بود. او اولین همسر آئنیاس و مادر آسکانیوس که همچنین به نام ایولوس شناخته می‌شود، بود.
کرئوسا یک شاهزاده خانم فانی بود، زیرا او دختر پریاموس (پریام) پادشاه تروآ (شهر) و همسر دومش هکابه بود. همان‌طور که پریاموس به خاطر فرزندان زیادش شناخته می‌شد، کرئوسا خواهران و برادران معروف بسیاری از جمله هکتور و پاریس داشت.
هنگامی که کرئوسا بالغ شد، با آئنیاس، پسر آنکیسس، و از نوادگان ایلوس، بنیان‌گذار شهر تروا ازدواج کرد. ازدواجی که با توجه به نسب سلطنتی کرئوسا مناسب بود. کرئوسا پسر آئنیاس را به دنیا آورد، پسری که معمولاً آکانیوس نامیده می‌شود، اما شاید بیشتر با نام دیگری به نام ایولوس شناخته می‌شود؛ زیرا ایولوس نام خود را به خانواده ای که ژولیوس سزار عضوی از آن بود، گذاشت. در اساطیر یونانی، آئنیاس از مدافعان برجسته تروا در طول جنگ تروا بود، اما کرئوزا تنها در زمان غارت تروا به میدان آمد. در یکی از نسخه‌های غارت تروا، آئنیاس و مردانش تنها کسانی بودند که توانستند در برابر آخایی‌ها که شهر را تصرف می‌کردند دفاع کنند. با دفاع از ارگ، تلاش‌های آئنیاس به بسیاری از شهروندان شهر اجازه داد تا فرار کنند، اما در نهایت آئنیاس متوجه شد که همه چیز از دست رفته‌است و تصمیم گرفت که اکنون زمان آن است که او و خانواده اش نیز شهر را ترک کنند. پدر آئنیاس، آنخیسس، از رفتن امتناع می‌کرد، و آئنیاس به جای اینکه او را پشت سر بگذارد، تصمیم گرفت تا زمانی که کشته شود، مبارزه کند. این شاید یک احساس شریف بود، اما کرئوسا برای جلوگیری از بازگشت او به مبارزه، پاهای شوهرش را گرفت و کرئوسا از شوهرش می‌خواست که به وظیفه‌اش در قبال او و پسرشان فکر کند. این البته شبیه خواهش‌هایی است که آندروماخ به همسرش هکتور کرد. در نهایت آئنیاس تروآ در حال سوختن خارج می‌شود و آنخیسس را بر پشت خود حمل می‌کند و اسکانیوس را با دست خود می‌گیرد. کرئوشا پشت سرش آنها را دنبال می‌کند. سرعت حرکت آئنیاس باعث می‌شود که کرئوسا بیشتر و بیشتر از آنها عقب بماند و زمانی که آئنیاس در خارج از تروا به جای امن رسید دریافت که، کرئوسا دیگر با گروه نیست. آئنیاس به تنهایی به تروآ در حال سوختن بازمی‌گردد تا به دنبال کرئوسا باشد، اما جستجو بی‌نتیجه است تا اینکه با روح کرئوسا که اجازه بازگشت از دنیای زیرین را پیدا کرده‌است ملاقات می‌کند. برای صحبت با شوهرش کرئسزا به شوهرش از چیزهای زیادی که در راه است می‌گوید و از او می‌خواهد که از آسکانیوس به خوبی مراقبت کند. آئنیاس سعی می‌کند کرئوسا را بگیرد، اما او ناپدید می‌شود، احتمالاً به دنیای زیرین بازمی‌گردد. این داستانی است که ویرژیل در انه‌اید روایت می‌کند، اما این داستان در مورد چگونگی مرگ کرئوسا، چه کسی او را دفن کرد و چه کسی به او اجازه داد تا برای صحبت با آئنیاس بازگردد، سؤالات زیادی ایجاد می‌کند؛ بنابراین برخی از نویسندگان می‌گویند که کرئوسا در غارت تروا کشته نشد، بلکه توسط الهه آفرودیت، مادرشوهر کرئوسا نجات یافت.